# Blastacaena
Blastacaena is een geslacht van halfvleugeligen uit de familie Machaerotidae. De wetenschappelijke naam van dit geslacht is voor het eerst geldig gepubliceerd in 1963 door Maa.

## Soorten
Het geslacht Blastacaena  is monotypisch en omvat slechts de volgende soort:
- Blastacaena rugiceps Maa, 1963